# Secondo Lancellotti
Secondo Lancellotti, O.S.B.Oliv., nato con il nome di Vincenzo Lancellotti (Perugia, 19 marzo 1583 – Parigi, 16 gennaio 1643), è stato uno scrittore e religioso italiano.

## Biografia
Figlio di Ortensio e Camilla Sebastiani, nipote del letterato Filippo Alberti, Lancellotti entrò nell'ordine religioso degli olivetani all'età di undici anni, con il nome di Secondo. Studiò nel monastero di Monte Morcino a Perugia sotto la guida di Marcantonio Bonciari, grazie all'aiuto economico di don Lorenzo Salvi.
Dopo aver conosciuto il cardinale Federico Borromeo nell'abbazia di Monte Oliveto Maggiore, Lancellotti si trasferì dapprima nel monastero benedettino di Siena, quindi dal 1608 a San Benedetto Novello a Padova, e dopo un'esperienza come cancelliere del Salvi, si spostò nel 1612 nel monastero di San Bernardo ad Arezzo e infine a Rimini nel monastero di Santa Maria Nuova Annunziata di Scola, dove maturò l'idea di una storia dell'Ordine olivetano, che lo portò a viaggiare presso numerosi monasteri italiani, dal 1615 al 1617.
L'anno successivo fu nominato teologo della cattedrale dei Santi Pietro e Donato di Arezzo. La sua vita fu caratterizzata dal continuo spostamento da un luogo all'altro e dai rapporti non sempre buoni con i suoi superiori. La carriera letteraria di Lancellotti si basò fondamentalmente sui due grandi progetti della Historiae Olivetanae e dell'Acus nautica.
Nel 1621 si impegnò nella traduzione in latino dell'Istoria (Historiae Olivetanae) e contemporaneamente lavorò ad una delle sue opere più conosciute: Hoggidì, overo il mondo non peggiore né più calamitoso del passato (1623), incentrata sullo studio e sulla critica di eventi e memorie degli antichi, caratterizzata da uno spirito originale e antieroico. Dell'Hoggidì fu pubblicata una seconda parte, intitolata Hoggidì, overo Gl'ingegni non inferiori a' passati (1636), oltre che i Farfalloni de gli antichi historici (1636), nella quale la critica della storiografia antica si rivelò talmente approfondita ed acuta, da mettere in discussione persino elementi leggendari della tradizione, dalla fondazione di Roma alle imprese di Alessandro Magno, anticipando la Querelle des Anciens et des Modernes.  «L'opera di Lancillotti fu tradotta in francese con un titolo ben più combattivo di quello originale, Les impostures de l'histoire ancienne et profane; ouvrages necessaire aux jeunes gens, aux instituteur, & generalement a toutes les personnes qui veulent lire l'histoire avec fruit (Parigi: Costard, 1770) che traduce i Farfalloni, facendone un potente manifesto contro le "imposture" degli antichi e presentandolo come un libro sul quale i giovani dovrebbero apprendere come leggere gli storici classici.»
Nel 1622 Lancellotti incominciò l'Acus nautica, siue expeditissima ad quamcunquede re qualibet orationem, data e tanta copia scriptoribus, via. Inventore, ut in maritima nauigatione Flavio Amalphitano, ita in oratoria et academica, D. Secundo Lancellotto Abbate olivetano Perusino, che risultò una grande enciclopedia di cinquantamila voci in ventidue volumi su settemila carte, comprensiva di tutti gli argomenti ordinati alfabeticamente, dalla filosofia alla religiosità, dalla scienza alla geografia e alla letteratura, ispirata dalla Polyanthea del medico e poeta Domenico Nani Mirabelli.
Le Historiae Olivetanae ricevettero critiche dai suoi superiori, che decisero di interrompere la stampa dell'opera e di sequestrare tutte le copie in circolazione; inoltre nel 1629 Lancellotti venne condannato al carcere monastico e successivamente al monastero di Sant'Andrea di Volterra.
Tra le cause della condanna, si possono menzionare anche le contrapposizioni interne alla Congregazione olivetana e il temperamento del Lancellotti.
Dopo un soggiorno al Monte Morcino e una piena riabilitazione dalle accuse, Lancellotti scrisse qualche opera autobiografica, tra le quali la Istoria olivetana dei suoi tempi, dal 1593 al 1636.
Nel 1639 Lancellotti emigrò in Francia, dapprima a Lione e poi a Parigi, dove nel 1641 pubblicò L'Orvietano per gli Hoggidiani, cioè Per quelli, che patiscono del male dell'Hoggidianismo…, compendio dell'Hoggidi con eloquente dedica a Richelieu e impegnativa epigrafe autoelogiativa che allude a Tommaso Campanella, da poco morto in Francia («Campanella prior fuerit, sim ipse Secundus»), e cercò di trovare un editore per il lavoro a cui aveva dedicato gran parte della sua vita, l'enciclopedica Acus nautica.
Morì a Parigi «nel gennaio 1643 senza aver coronato il suo sogno, invano appoggiato da Gabriel Naudé, il quale lo pianse in morte con sei eleganti distici che lodano l'arguzia e l'erudizione dell'amico. Per conto suo don Secondo, forse con minor eleganza ma con schietta rassegnazione, aveva dettato, tre anni prima di morire, questo epitaffio: Qui Perusina ortus/Parisina functus in urbe/Morti voce locum vitae habuit similem/Nemini Olivetano hic passo adversa Secundus/(o utinam fuerit vel pietate) iacet.»
Lancellotti lasciò inedito un Discorso contro la credenza delle cose sotto nome di antichità trovate in Volterra, brillante confutazione dei famosi scarith pseudo-etruschi di Curzio Inghirami. Fu membro della Accademia degli Insensati, dell'Accademia degli Affidati e dell'Accademia degli Umoristi.
«A Lancellotti spetta il grande merito di aver pensato per primo ad una raccolta di "farfalloni" che, grazie alla semplice massa di dati, concorreva a sfatare il mito dell'infallibilita e della perfezione degli antichi più di quanto non fosse consentito alla segnalazione di singoli errori fatta da filologi e storici di professione nel corso del loro lavoro quotidiano.»

## Opere principali
- (LA) Secondo Lancellotti, Historiae olivetanae, su reader.digitale-sammlungen.de, Venetiis, ex Typographia Gueriliana, 1623.
- Secondo Lancellotti, L'hoggidì ouero il mondo non peggiore né più calamitoso del passato, su books.google.it, Venezia, appresso Gio. Guerigli, 1623.
- Secondo Lancellotti, Il Mercurio olivetano ovvero La Guida per le strade dell'Italia per le quali sogliono passare i monaci olivetani, su books.google.it, Perugia, per Angelo Bartoli, 1628.
- Il vestir di bianco di alcuni religiosi, e particolarmente olivetani, 1628;
- Secondo Lancellotti, L'hoggidi ouero gl'ingegni non inferiori a passati, su books.google.it, Venezia, appresso gli Gueriglii, 1636.
- Secondo Lancellotti, Farfalloni de gli antichi Historici, Venezia, presso Giacomo Sarzina, 1636.
- Secondo Lancellotti, Chi l'indovina è savio overo La prudenza humana fallacissima. Libri otto, Venezia, appresso li Guerigli, 1640.
- Del Griffone, arme od ingiuria dell'augusta città di Perugia, 1640;
- Secondo Lancellotti, L'Orvietano per gli Hoggidiani, cioè Per quelli, che patiscono del male dell'Hoggidianismo, Parigi, appresso Teodoro Pepingué, 1641.
- (FR) Secondo Lancellotti, Les impostures de l'histoire ancienne et profane, vol. 1, Parigi, J.P. Costard, 1770.
- (FR) Secondo Lancellotti, Les impostures de l'histoire ancienne et profane, vol. 2, Parigi, J.P. Costard, 1770.
- Istoria olivetana dei suoi tempi, Centro storico olivetano, 1989.